# Heptannitril
Heptannitril ist eine chemische Verbindung aus der Gruppe der Nitrile.

## Vorkommen
Heptannitril wurde in Tabakrauch nachgewiesen.

## Gewinnung und Darstellung
Heptannitril 2 kann durch Reaktion von 1-Chlorhexan 1 mit Natriumcyanid in Dimethylsulfoxid (DMSO) gewonnen werden.

## Eigenschaften
Heptannitril ist eine farblose Flüssigkeit, die wenig löslich in Wasser ist.

## Verwendung
Heptannitril wird zur Herstellung von 2,3,5,6-Tetrahexylpyrazin und anderer chemischer Verbindungen verwendet.